# Falanga Spaniolă Tradiționalistă și a Consiliilor pentru Ofensiva Național Sindicalistă
Falanga Spaniolă Tradiționalistă și a Consiliilor pentru Ofensiva Național Sindicalistă (spaniolă: Falange Española Tradicionalista y de las Juntas de Ofensiva Nacional Sindicalista)  a fost singurul partid legal în timpul regimului Franchist din Spania. A fost creat de Generalul Francisco Franco în 1937 prin fuziunea partidului neoabsolutist,ultracatolic și carlist Comuniunea Tradiționalistă cu partidul fascist Falanga Spaniolă a CONS. Pe lângă asemănarea numelor, partidul a păstrat în mod oficial cea mai mare parte a platformei FE de las JONS (26 din 27 de puncte) și o structură interioară similară. În vigoare până în aprilie 1977, a fost redenumită Mișcarea Națională (Movimiento Nacional) în 1958.

## Istorie

### Istoria timpurie
FET y de las JONS a început ca Falanga Spaniolă, un partid falangist, Consiliul pentru Ofensiva Național Sindicalistă, un partid național sindicalist și regaliștii catolici din Comuniunea Tradiționalistă, un partid catolic și monarhist, cele trei partide deveneau relevante în politica de dreapta din Spania înainte de războiul civil. Falanga Spaniolă și Consiliul pentru Ofensiva Național Sindicalistă, au fost relativ mici, și au fuzionat formând Falanga Spaniolă a CONS până la alegerile din 1936. Când a izbucnit războiul civil, Falanga a crescut repede în număr de membrii, iar Comuniunea Tradiționalistă deja o forță proeminentă, și-au mobilizat forțele pentru a lupta cu guvernul de stânga.

### Războiul Civil Spaniol
Cu izbucnirea Războiului Civil în iulie 1936, Falanga a intrat în luptă de partea facțiunii naționaliste împotriva celei de A Doua Republici Spaniole. Extindându-se rapid de la câteva mii la câteva sute de mii, calitatea de membru al Falangăi a fost însoțită de un auxiliar feminin, Secțiunea Feminină (Sección Femenina). Condusă de sora lui José Antonio, Pilar, această din urmă organizație secundară a revendicat peste jumătate de milion de membri până la sfârșitul războiului și a oferit servicii de asistență medicală și sprijin forțelor naționaliste.
Comanda partidului s-a bazat pe Manuel Hedilla, care ca mulți lideri din prima generație este mort sau prizonier al Republicanilor. Printre ei a fost Primo de Rivera, care a fost prizonier al guvernului. Drept urmare, el a fost numit printre conduceri drept el Ausente, („Absentul”). După ce a fost condamnat la moarte la 18 noiembrie 1936, José Antonio Primo de Rivera a fost executat la 20 noiembrie 1936 (o dată cunoscută sub numele de 20-N în Spania) într-o închisoare republicană, conferindu-i statutul de martir printre falangiști. Această condamnare și sentință a fost posibilă pentru că și-a pierdut imunitatea parlamentară după ce partidul său nu a avut suficiente voturi la ultimele alegeri.
După ce Francisco Franco a preluat puterea la 19 aprilie 1937, el a unit sub comanda sa Falanga cu Comuniunea Carlistă Tradiționalistă prin decretul Unificarea , formând Falanga Spaniolă Tradiționalistă a CONS ( spaniolă: FET y de las JONS ). Franco și a asumat rolul de jefe nacional (”Conducător Național”), după modelul unui partid fascist. Toate celelalte partide care susțineau facțiunea rebelă au fost desființate, dar foștii membri ai acelor partide erau liberi să adere la FET ca membri individuali. Noua ideologie oficială a partidului a fost falangismul ' cele 27 de puncte—reduse la 26 după fuziune, s-a renunțat la articolul care interzicea fuziunile. Partidul fuzionat a încorporat multe simboluri falangiste - cămașa albastră, săgețile jugate, steagul roșu și negru și imnul Cara al Sol, printre altele. În ciuda acestui fapt, partidul a fost de fapt o coaliție naționalistă largă, controlată îndeaproape de Franco. Părți din Falanga originală (incuzându-l pe Hedilla) și mulți carliști nu au intrat în partidul unificat. Franco a avut autoritate absolută, inclusiv puterea de a numi un succesor, și a fost responsabil numai față de „Dumnezeu și istorie”.
Niciuna dintre părțile înfrânte din război nu a suferit un număr atât de mare de decese în rândul liderilor lor, precum Falanga. 60% din membrii Falange de dinainte de război și-au pierdut viața în război.
Cu toate acestea, majoritatea bunurilor tuturor celorlalte partide și sindicate au fost atribuite partidului. În 1938, toate sindicatele au fost unificate sub comanda falangistă.

### Spania Franchistă
După război, partidul a fost însărcinat pentru dezvoltarea unei ideologii pentru Regimul Franco. Această slujbă a devenit un cursus honorum pentru politicienii ambițioși - noii convertiți, care au fost numiți camisas nuevas („cămășile noi”) în opoziție cu „cămășile vechi” mai evident populiste și ideologice de dinainte de război.
Numărul de membrii din Falangă, au atins vârful de 932.000 în 1942. În ciuda unificării oficiale a diferitelor facțiuni naționaliste din cadrul partidului în 1937, tensiunile au continuat între falangiștii radicali și alte grupuri, în special carliștii. Astfel de tensiuni au izbucnit în violență cu Incidentul Begoña din august 1942, când activiștii falangiști radicali au atacat carliștii religioși stânși în Bilbao cu grenade. Atacul și răspunsul miniștrilor guvernamentali cu înclinații carliste (mai ales Varela și Galarza) au dus la o criză guvernamentală și l-au determinat pe Franco să demită mai mulți miniștrii. În cele din urmă, șase falangiști au fost condamnați pentru atac și unul, Juan Domínguez, a fost executat.
La mijlocul celui de Al Doilea Război Mondial, Franco și falangiștii din frunte, în timp ce se distanțează de fasciștii europeni șovăiți, a subliniat „autoritarismul catolic spaniol” unic al regimului și Falangăi. Au fost emise instrucțiuni în septembrie 1943 conform cărora, Falanga va fi denumită exclusiv mișcare, nu partid.
De asemenea Falanga a dezvoltat organizațiile de tineret, cu membrii cunoscuți ca Flechas și Pelayos, sub controlul Organizației de Tineret Spaniole. Majoritatea dintre acești membrii tineri purtau berete roșii.
Odată cu îmbunătățirea relațiilor cu Statele Unite, dezvoltarea economică și ascensiunea unui grup relativ de tineri tehnocrați în cadrul guvernului, Falanga a continuat să decadă. În 1965, SEU, organizația mișcării studențești, a fost oficial desființată. În același timp, apartenența la Falangă în ansamblu era în scădere și îmbătrânire. În 1974, vârsta medie a falangiștilor din Madrid era de cel puțin 55 de ani. Acei puțini membri noi ai organizației au venit în cea mai mare parte din zonele conservatoare și devotate catolice din nordul Spaniei.